# Corynebacterium bovis
Corynebacterium bovis es una bacteria de interés en veterinaria, por ser causante de mastitis y pielonefritis en el ganado vacuno.  
C. bovis es un organismo anaerobio facultativo,  Gram positivo , caracterizado por tener forma de bacilo no encapsulado, no esporulado, inmóvil, con forma recta o curvada, longitud de 1 a 8 µm y diámetro de 0.3 a 0.8 µm, formando agregaciones ramificadas en cultivo (con aspecto de "letras chinas").  
En infecciones con mastitis C. bovis es transmitido entre el ganado vacuno habitualmente mediante técnicas de ordeñado inadecuadas. Sin embargo suele ser una infección leve, dando una elevada cuenta de célula somáticas.
Esta bacteria presenta sensibilidad a la mayoría de los antibióticos, tales como penicilinas, ampicilina, cefalosporinas, quinolonas, cloranfenicol, tetraciclinas, cefuroxima y trimetoprim.